# Assedio di Asola (1483)
L'assedio di Asola, città controllata da Venezia, ebbe luogo tra il 27 settembre e il 12 ottobre 1483 durante la guerra di Ferrara, che vide contrapporsi la Repubblica di Venezia e una lega antiveneziana, formata dal Papa, Mantova, Ferrara, Firenze, Napoli e Bologna, per ragioni di confini tra i veneziani e gli Estensi.

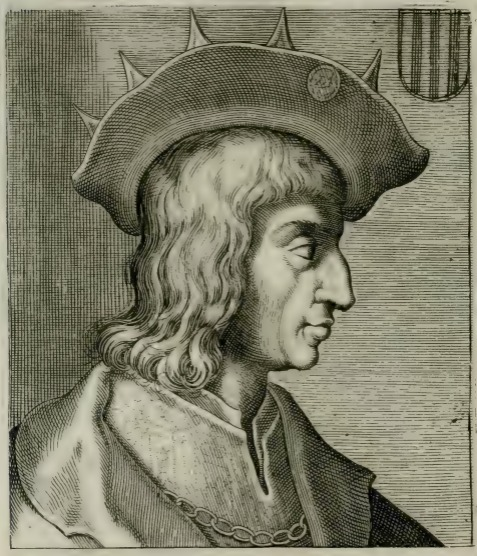
Alfonso d'Aragona

La presa di Asola rientrava nella manovre militari che portarono gli eserciti della Lega a spostarsi, nella prima metà di settembre 1483, dalla Lombardia verso il Veneto, nonostante le resistenze del marchese di Mantova Federico I Gonzaga, che pare avesse stretto un patto di non belligeranza con Venezia, al fine di essere risparmiato da una possibile invasione dei suoi territori, tra il ducato di Milano e la Serenissima. Anche il duca di Milano Gian Galeazzo Maria Sforza non approvava l'impresa e scese direttamente in campo, ma stazionò nei pressi di Cremona. Le manovre di avvicinamento da Goito e Casaloldo, arresasi ai Gonzaga, verso Asola furono condotte dal duca di Calabria Alfonso d'Aragona e da Francesco Secco.
La fortificazione di Asola, costituita da fossato, da alte mura e da 14 torri cilindriche, venne realizzata dai veneziani tra il 1458 e il 1482, ma era poco adatta a respingere gli attacchi con armi da fuoco. Sei bombarde della lega furono portate sotto le mura nei giorni antecedenti l'attacco e utilizzate per aprire ampie brecce nelle mura. La caduta di Asola (12 ottobre 1483) venne festeggiata con l'ingresso trionfante in paese di Francesco Gonzaga, figlio del marchese Federico proveniente da Canneto e mai sceso in battaglia, accompagnato dal Secco.
Asola venne restituita a Venezia il 7 agosto 1484 con la Pace di Bagnolo, poco dopo la morte del marchese Federico Gonzaga, avvenuta il 14 luglio.